# Église de la Nativité-de-Notre-Dame de Fontaine-Henry
Pour les articles homonymes, voir Église Notre-Dame.
L'église de la Nativité-de-Notre-Dame, ou église Notre-Dame est une église catholique située à Fontaine-Henry, en France.

## Localisation
L'église est située dans le département français du Calvados, sur la commune de Fontaine-Henry.

## Historique
L'édifice est classé au titre des monuments historiques en 1862.